# Музей на Херцеговина (Требине)
Музей на Херцеговина (на сръбски: Музеј Херцеговине) е музей в град Требине, Република Сръбска, Босна и Херцеговина. Основан е през 1952 г. Директор на музея е Ивана Груич.

## История
Музеят е създаден по идея на местния поет и дипломат Йован Дучич. Основана е през 1952 г. Първите археологически разкопки извършени от музея през 1957 г. са при църквата „Св. Петър“ в село Завала. През 1975 г. той стартира списанието „Трибунија“.

## Експозиции
Постоянни експозиции и изложби на музея са:
- Колекция на Дучич с ценни експонати на изкуството (72 експонати от каменна пластмаса, 14 картини на местни и чуждестранни живописци, гоблени, мозайки, японска бродерия, декорации на Йован Дучич, неговата посланическа униформа и ръкописите му)
- Постоянна етноложка изложба – Народен бит и култура на сърбите в Източна Херцеговина през втората половина на 19 век и първата половина на 20 век
- Постоянна археологическа изложба с ценни експонати от каменната епоха до средновековието
- Мемориална изложба на картини на Атанасие Антониевич – 43 художествени картини на известния художник, подарък за град Требине неговия брат Урош Попович
- Наследство на художника Милен Шотра – 24 картини на художници с мотиви на Херцеговина и Пътуване в Русия и 15 отпечатъци от брата на художника, известния графичен художник Бранко Шотра
- Наследство на академичния художник Милорад Корович – 57 картини
- Наследство на писателя и скулптор Радован Ждрал – 122 скулптури, изработени от полускъпоценен камък

- Дипломатическа униформа на Йован Дучич.
- Три ордена, присъдени на Йован Дучич за неговата дейност.